# Prítanis del Bósforo
Prítanis  fue un rey del Bósforo. Reinó brevemente en el 309 a. C. Su reinado es objeto de un relato detallado de Diodoro Sículo.

## Origen
Prítanis fue el segundo hijo de Perisades I y sucedió a su hermano mayor Sátiro II.

## Reinado
Después de la muerte de su hermano Sátiro II, Prítanis le hizo magníficos funerales. Depositó el cuerpo en las criptas reales, y regresó rápidamente a Gargaza, donde tomó el mando del ejército, y tomó posesión del trono. Eumelo envió una delegación para pedir a Prítanis su parte del reino, pero este se negó al reparto: dejó una guarnición en Gargaza y volvió a Panticapea para consolidar allí la realeza. En esa misma época, Eumelo, sostenido por los bárbaros, tomó Gargaza así como varias otras ciudades y lugares de los alrededores. Prítanis marchó al encuentro de su hermano, y entraron en liza en el campo de batalla. Eumelo venció a su hermano, y tras bloquearlo en el istmo cercano al lago Meótide (Mar de Azov), le forzó a capitular, entregar a sus soldaods y abandonar la región. No obstante, de regreso a Panticapea, residencia ordinaria de los reyes del Bósforo, intentó de nuevo hacerse con el poder, pero fue derrotado otra vez y huyó a la región de «Jardines» (Cepes), donde lo mataron.